# گوران ناوویتس
گوران ناوویتس (کرواتی: Goran Navojec؛ زادهٔ ۱۰ اکتبر ۱۹۷۰) بازیگر اهل کرواسی است.
از فیلم‌هایی که وی در آن نقش داشته‌است، می‌توان به درمانگاه کوچک ما، مأموریت: غیرممکن - پروتکل شبح، چگونه جنگ در جزیره من آغاز شد، لیبرتاس، مدونا، به ترتیب خروج از صحنه و یک روز عالی اشاره کرد.